# Sidsel Sellæg
Sidsel Sellæg, född 10 januari 1928 i Notodden, död 5 januari 2014 i Oslo, var en norsk skådespelare. Hon var gift med skådespelaren Per Theodor Haugen och är mor till skådespelarna Kim och Helle Haugen.
Sissel Sellæg scendebtuerade 1950 på Studioteatern. Åren 1951–1956 var hon vid Folketeatret, 1959–1964 vid Den Nationale Scene och 1967–1998 vid Oslo Nye Teater. Vid Oslo Nye Teater spelade hon främst i moderna och klassiska komedier. Hon är även ihågkommen för sina tragiska roller, särskilt rollen som modern Amanda Wingfield i Glassmenasjeriet (1986).
Hon verkade även som film- och TV-skådespelare och debuterade 1951 i Astrid Henning-Jensens Ukjent mann. Hon medverkade därefter sporadisk i filmer och TV-serier och gjorde sin sista roll 2005 i TV-serien Seks som oss.

## Filmografi
- 1951 – Ukjent mann
- 1957 – På slaget åtte
- 1970 – Skulle det dukke opp flere lik, er det bare å ringe...
- 1979 – Tante Ulrikke
- 1994 – Vestavind (TV-serie)
- 1995 – Mot i brøstet (TV-serie)
- 1997 – Down, Across (kortfilm)
- 2001–2003 – Fox Grønland (TV-serie)
- 2005 – Seks som oss (TV-serie)